# Penny Lane
«Penny Lane» és una cançó de The Beatles publicada el febrer de 1967 en forma de senzill de doble cara A, juntament amb «Strawberry Fields Forever». Composta majoritàriament per Paul McCartney, la cançó s'acredita al tàndem Lennon-McCartney. La lletra fa referència a un carrer de Liverpool, ciutat natal del grup.
El 2004 la revista Rolling Stone va situar «Penny Lane» a la posició 456 a la llista 500 Millors Cançons de Tots els Temps.

## Personal
Segons Ian MacDonald:
The Beatles
- Paul McCartney – veu, piano, baix elèctric, harmònium, pandereta, efectes
- John Lennon – veu, piano, guitarra, congas, picar de mans
- George Harrison – segones veus, primera guitarra, picar de mans
- Ringo Starr – bateria, campaneta

Músics addicionals
- George Martin – piano, arranjament orquestral
- Ray Swinfield, P. Goody, Manny Winters – flautes travesseres, flautins
- David Mason – solo de trompeta piccolo
- Leon Calvert, Freddy Clayton, Bert Courtley, Duncan Campbell – trompetes, fliscorn
- Dick Morgan, Mike Winfield – oboès, corn anglès
- Frank Clarke – contrabaix

L'agost del 1987, la trompeta piccolo que tocà Mason a «Penny Lane» i a dues altres cançons dels Beatles, «All You Need Is Love» i «Magical Mystery Tour», es va vendre a una subhasta a Sotheby's per 10.846$.